# Državljanska nepokorščina
Državljanska nepokorščina (tudi državljanska neposlušnost) je oblika nenasilnega protesta oziroma upora proti oblasti z zavračanjem družbeno nepravičnih ali nelegitimnih zakonov, odlokov in ostalih političnih dejanj. Ker je glavna vsebina državljanske nepokorščine nenasilje, je vsaka oblika protestnega nasilja, fizičnega ali besednega, izvzeta iz ozkih omejitev državljanske nepokorščine. Ameriški filozof John Rawls priznava državljansko nepokorščino kot politično metodo zgolj takrat, ko so odpovedali vsi drugi demokratični postopki. 
Enega nastarejših primerov državljanske nepokorščine je v literaturi vsebovan v Sofoklejevemu delu Antigona, ko istoimenska protagonistka ignorira odlok vladarja Teb in njenega strica Kreona in vsem grožnjam navkljub pokoplje svojega brata ter tako izpolni svojo človeško dolžnost za ceno kršenja državljanskih dolžnosti spoštovanja zakonov. 
Med prvimi je ameriški filozof Henry Thoreau v eseju »Državljanska nepokorščina« (Civil Disobedience, 1849) pozival k protestu proti vladnemu militarizmu in aktivnemu izvajanju zakonskega določila o vračanju prebeglih sužnjev. 
Kasneje se je indijski politik Gandhi, duhovni in politični voditelj borbe za indijsko neodvisnost izpod britanske kolonialne oblasti, osredotočil na nenasilen odpor, kar je podal v teoriji pasivnega odpora satyagraha (skt. satya - resnica, agraha - vztrajnost). Državljanska nepokorščina je odigrala ključno vlogo v boju proti apartheidu v JAR, v boju proti rasnemu razlikovanju v ZDA in je tudi v sodobni družbi pomemben dejavnik nenasilnega razreševanja konfliktov. 
V slovenski polpretekli zgodovini državljanska nepokorščina v obliki disidenstva ni mogla razviti svojih polnih značilnosti, zaradi budnega nadzora obveščevalnih služb in onemogočanja vsakršnega javnega delovanja. Značilen primer državljanske nepokorščine bi bili šele množični protesti in organizacija Odbora za varstvo človekovih pravic v Procesu proti četverici.   

## Zagovorniki in aktivisti državljanske nepokorščine
- Nelson Mandela
- Martin Luther King ml.
- Rosa Parks
- Lech Wałęsa

## Povezava
- Rawls, Upravičenost državljanske nepokorščine, Zofijini.net